# スヴェントヴィト

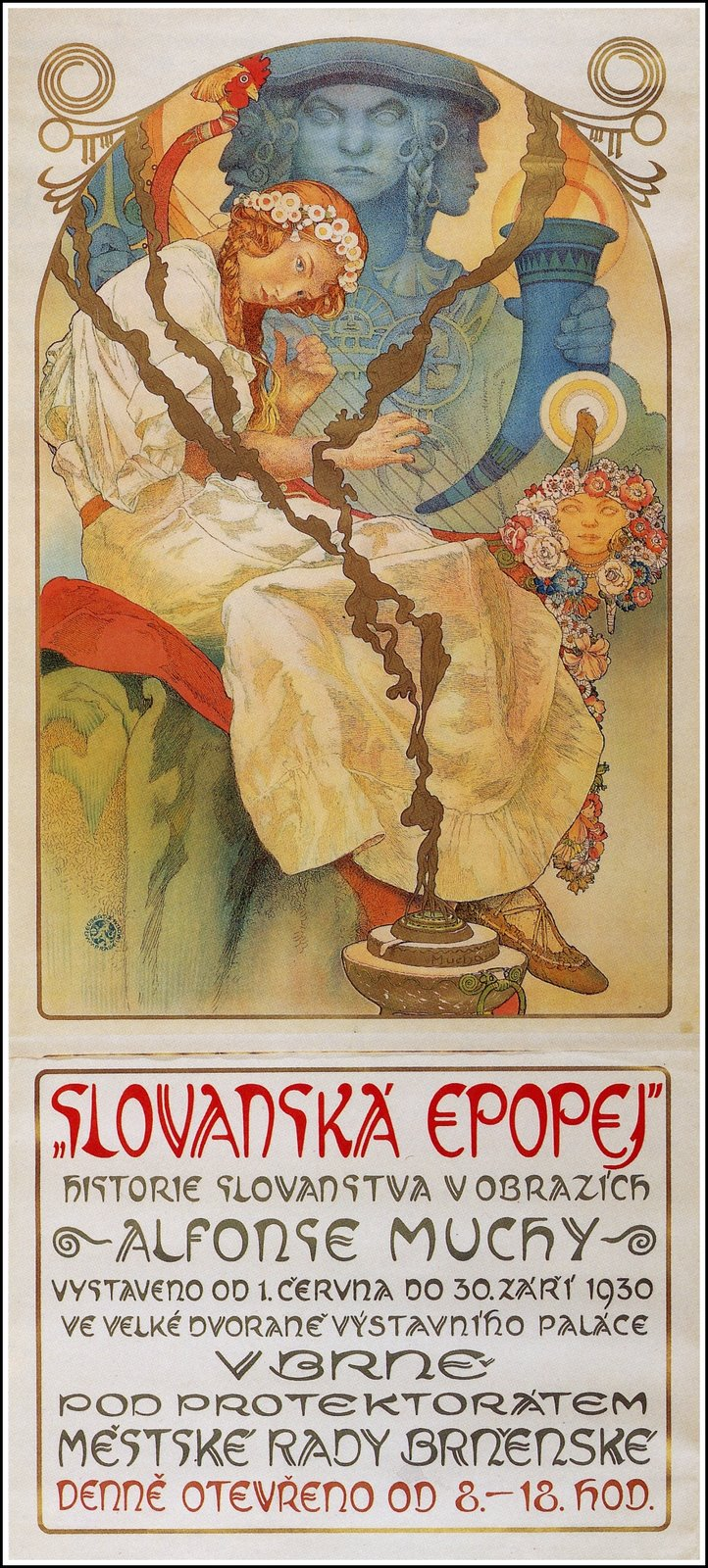
1930年にブルノで開催されたスラヴ叙事詩展覧会のポスター（少女の背後にスヴェントヴィトが描かれている）

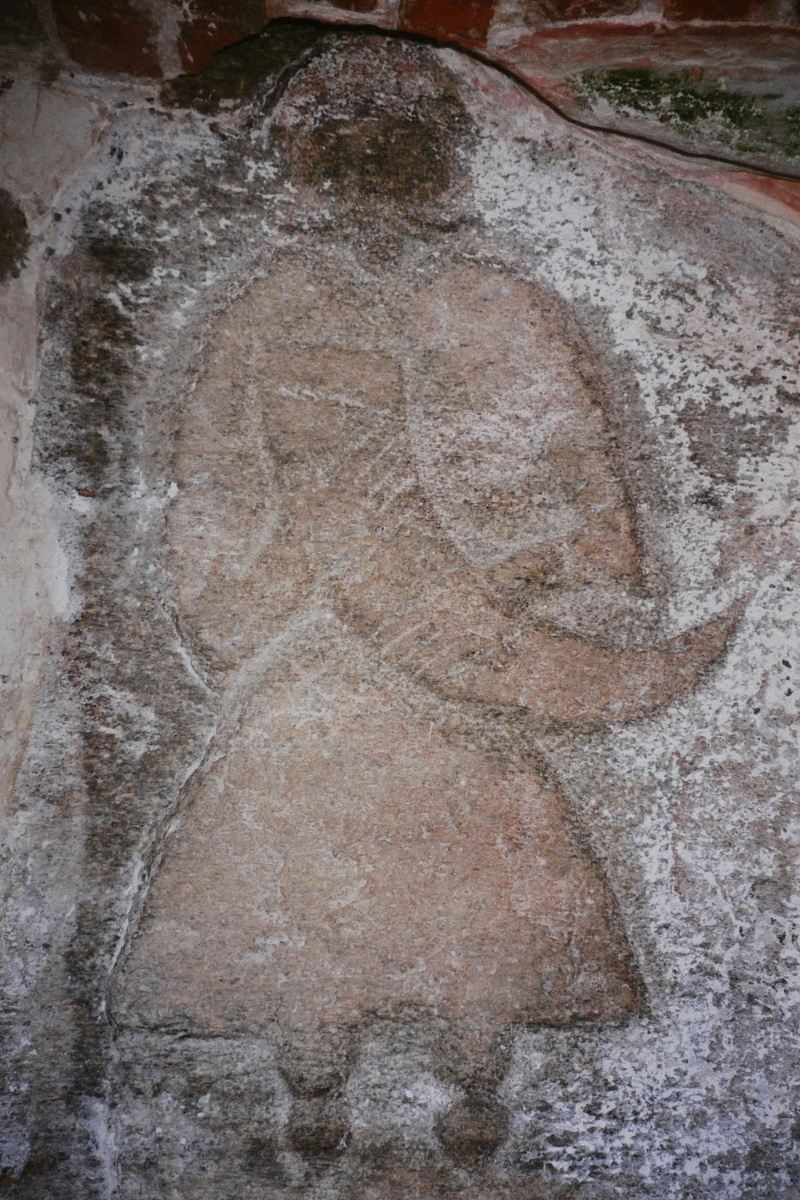
アルテンキルヒェン（リューゲン島の北部）のスヴェントヴィトのレリーフ（浮彫）

スヴェントヴィト（ウクライナ語: Святовит、ラテン文字転記：Sventovit）は、バルト海沿岸の西スラヴ諸族に信仰された神。
日本では神名の表記が非常に混乱しており、スヴャトヴィト（ラテン文字転記：Sviatovit）、スヴァトヴィート、スヴァントヴィート、スヴァントヴィトなどとも呼ばれている。

## 解説
12世紀の聖職者ヘルモルドにより「神々の神」と記されていることから、バルト海沿岸のスラヴ人（西スラブ人）の最高神だったという説もある。また、スラヴ民族に古くから伝わる神が、スカンディナヴィアやゲルマンの軍神の要素を取り込んだものではないかとも考えられている。

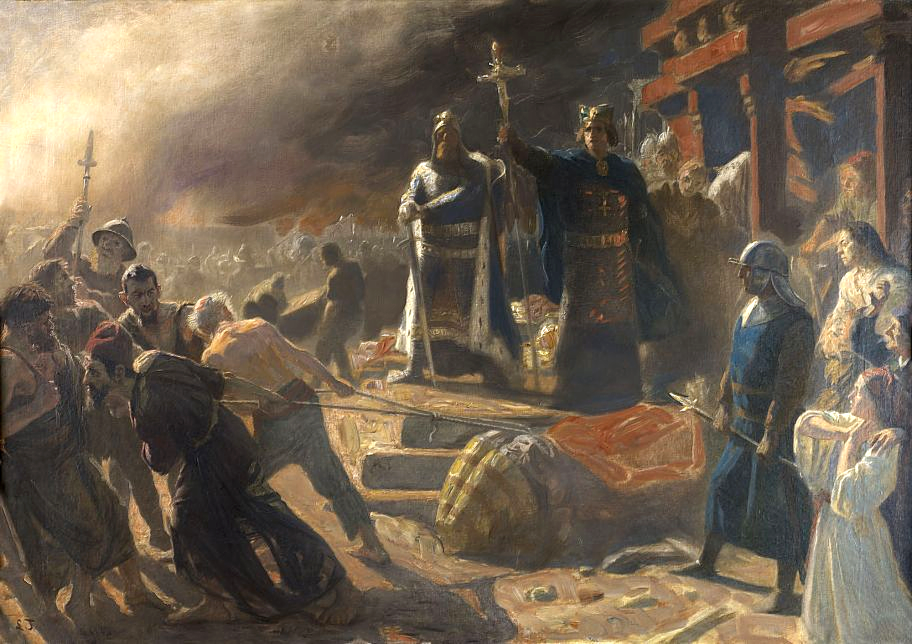
1169年、アルコナにおいて、司教アブサロンがスヴェントヴィトの神像を打ち倒した

スヴェントヴィトの神殿はバルト海のリューゲン島北端のアルコナにあった。そこで祀られていた神像は8mもの高さの巨大なもので、東西南北の支配を象徴する四方を向いた4つの顔を持っていた。また、右手には酒を満たした牡牛の角を持っており、司祭が年に1度酒の量を確認して、残量が多ければ翌年は豊作、少なければ凶作だと占ったことから、スヴェントヴィトは豊穣の神であったと考えられている。一方スヴェントヴィトは、槍や、鷲をあしらった徽章などを付属物としており、この神像の近くに剣や馬具、軍旗も置かれていたことから、軍神であったとも考えられている。戦闘の前には、スヴェントヴィトの軍旗が司祭によって戦士達に示された。そして戦士達は戦闘で得た金品の一部をスヴェントヴィトに捧げたとされている。スヴェントヴィトの神殿は12世紀まで人々の信仰を集めていた。
12世紀の歴史家サクソ・グラマティクスの記したところでは、スヴェントヴィトは白馬に乗って敵と戦うという。神殿には神の馬として1頭の白馬が飼われており、地面にたくさんの槍を立てた中をこの馬を通り抜けさせることで吉凶を占ったという。
- 家庭内で崇拝に使用された9世紀～10世紀ごろのスヴェントヴィトの木像。ポメラニアのヴォリン島（現在のポーランド）
- Marius Grusas 氏によって制作されたスヴェントヴィト（再現）。リューゲン島のアルコナ岬に置かれている。
- ズブルチの偶像。スヴェントヴィトの可能性はあるが、複数のスラブの神を表したものかもしれない。